# Dolors Montserrat
Dolors Montserrat Montserrat, née le 18 septembre 1973 à Sant Sadurní d'Anoia, est une femme politique espagnole membre du Parti populaire (PP).
Elle est élue députée de la circonscription de Barcelone en mars 2008 et nommée ministre de la Santé en novembre 2016.

## Biographie

### Vie privée
Sa mère, Dolors Montserrat i Culleré, née le 29 mars 1947 à Sant Sadurní d'Anoia, est membre du Parti populaire et a été députée au Parlement de Catalogne entre 1988 et 2015 en représentation de la circonscription de Barcelone. Elle a été deuxième vice-présidente de l'institution entre 1999 et 2003.

### Études et profession
Elle possède des connaissances basiques en langue allemande et est titulaire d'une licence en droit de l'université de Barcelone, dont la dernière année de formation s'est déroulée en Italie dans le cadre du programme Erasmus.
Elle dispose également d'un master délivré par l'École de pratique juridique du barreau de Barcelone. Elle exerce comme avocate de 1997 à 2011. Spécialisée en droit civil, droit de la propriété et droit de la famille, elle a suivi de nombreux programmes de formation dans le domaine du droit et de la gestion d'entreprises.

### Carrière politique parlementaire
Elle est conseillère municipale et porte-parole du groupe du Parti populaire au conseil municipal de Sant Sadurní d'Anoia, dans la province de Barcelone, entre 2003 et 2015.
Le 9 mars 2008, elle est élue députée pour la circonscription de Barcelone au Congrès des députés. Elle est réélue en 2011 puis en 2015. À l'ouverture de la Xe législature, elle est désignée troisième vice-présidente du Congrès. Elle conserve son mandat parlementaire à l'occasion des élections de 2016.
Elle siège au comité exécutif national du Parti populaire et autonomique du Parti populaire catalan (PPC).

### Ministre de la Santé
Le 4 novembre 2016, Dolors Montserrat est nommée à 43 ans ministre de la Santé, des Services sociaux et de l'Égalité dans le second gouvernement minoritaire de Mariano Rajoy. Elle succède ainsi à Fátima Báñez, qui exerçait l'intérim du ministère depuis le mois d'août précédent.